# Diphtherocome abbreviata
Diphtherocome abbreviata är en fjärilsart som beskrevs av Shigero Sugi 1968. Diphtherocome abbreviata ingår i släktet Diphtherocome och familjen nattflyn. Inga underarter finns listade i Catalogue of Life.